# Marsilea crenata
Marsilea crenata ( javanés: Semanggi, en tailandés: ผักแว่น) es una especie de helecho. Es una planta acuática. Las hojas flotan en aguas profundas o se alzan en agua poco profunda o en la tierra. Hojas glaucosas, esporocarpo elipsoide, en tallos fijados a la base de los peciolos.
Pese a que es un nombre común para esta planta, Marsilea crenata no es una especie de trébol (Trifolium), por lo que no se trata de una planta de tréboles de cuatro hojas.

## Usos
Las hojas de Marsilea crenata son utilizada en la cocina javanesa de Indonesia, especialmente en la ciudad de Surabaya donde se las sirve acompañando batata y la salsa picante pecel a base de maní.
Las hojas también se utilizan en la cocina Isan de Tailandia, donde se las denomina Phak waen y se las consume crudas con la salsa picante Nam phrik.